# 施锡祉
施锡祉（1914年4月2日—1978年8月5日），字授之，浙江杭州人。中国铁路工程专家，原中华人民共和国铁道部华北铁路工程局总工程师。

## 生平
毕业于同济大学工学院土木工程系（现土木工程学院）。施锡祉参与了新中国多条主要铁路和隧道的设计与建设工作，为中国的铁路建设事业作出了较大贡献。曾还参与北京地铁一期工程的规划和建设，是北京地铁事实上的奠基人。施锡祉是民国高级爱国将领施承志的长子；其夫人是新中国第一代西医、首届全国三八红旗手金学曙。